# Bloody Sunday (1920)
Bloody Sunday (in italiano Domenica di sangue) è un'espressione che indica la rappresaglia armata messa in atto dall'esercito britannico il 21 novembre 1920 a Dublino sulla folla di Croke Park durante l'incontro di calcio gaelico fra le contee di Dublino e Tipperary, a seguito dell'uccisione di 14 agenti segreti britannici dai membri della squadra di Michael Collins.
Morirono 14 spettatori (di cui due schiacciati dalla folla in preda al panico) e un giocatore del Tipperary, Michael Hogan, a cui ora è dedicata una tribuna. Nello stesso giorno, tre uomini, due membri dell'organizzazione di Collins (Dick McKee, comandante della Dublin Brigade dell'IRA e Peadar Clancy), e un terzo creduto inizialmente anch'esso membro dell'organizzazione, furono uccisi (come riferirono le autorità "mentre cercavano di scappare") nella caserma in cui erano stati rinchiusi in stato di arresto la sera precedente: questo portò a un totale di 36 le vittime della giornata.

## Storia

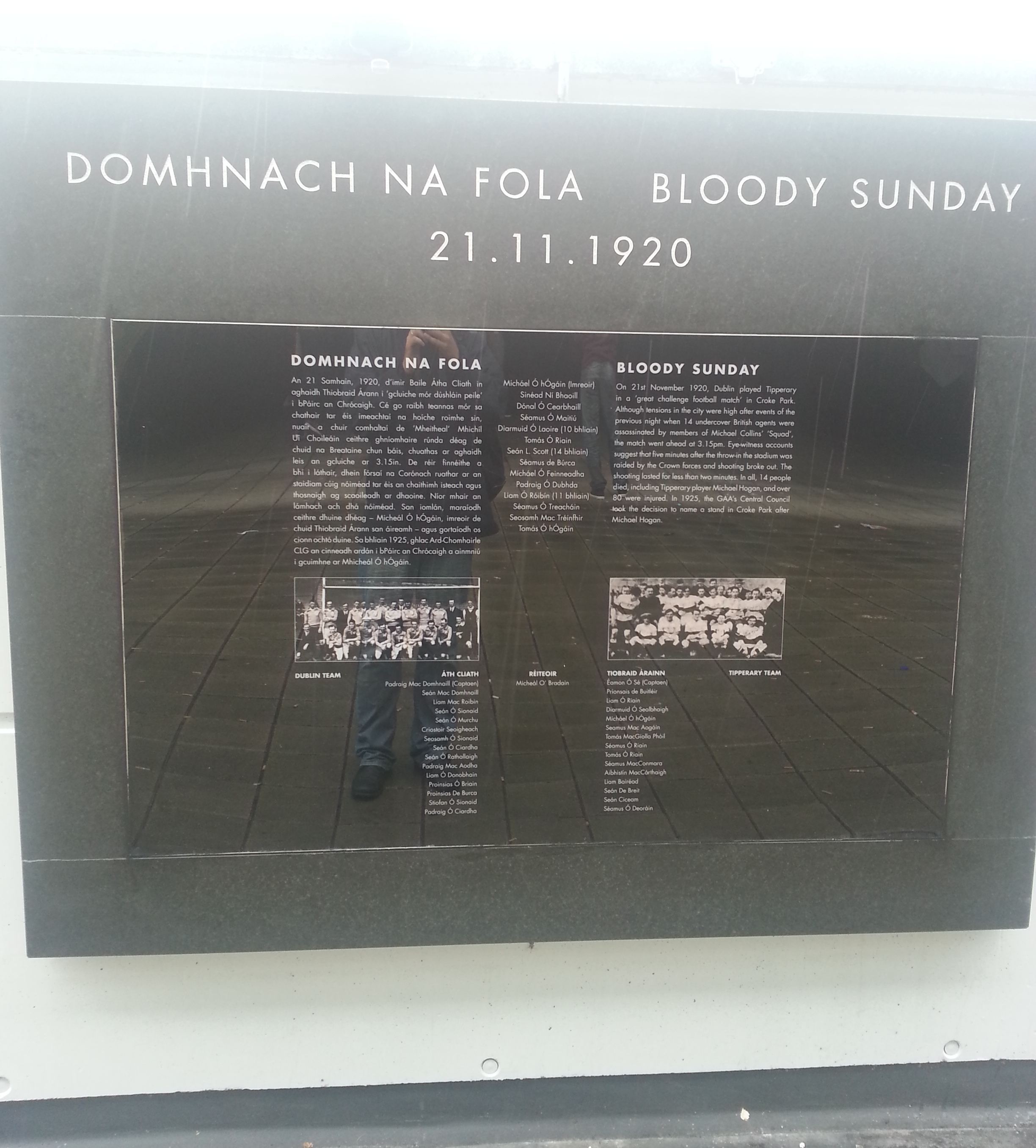
Placca commemorativa presente allo stadio di Croke Park

L'episodio di violenza s'inserisce nel quadro della Guerra d'indipendenza irlandese, un conflitto condotto dal gennaio 1919 al luglio 1921 dalle forze indipendentiste irlandesi contro il Regno Unito di Gran Bretagna e Irlanda e che sfociò con la creazione dello Stato Libero d'Irlanda.
Michael Collins, uno dei personaggi più influenti e più attivi della guerra d'indipendenza, organizzò l'attentato del 21 novembre. L'obiettivo era di eradicare la cosiddetta Cairo Gang, un gruppo di ufficiali britannici inviati da Londra per infiltrare l'organizzazione repubblicana irlandese ed eliminarne i capi. La mattina del 21 novembre la squadra speciale dell'IRA chiamata The squad eliminò 15 agenti inglesi. Durante l'attentato morirono anche due civili e cinque persone rimasero ferite. L'eliminazione di un numero così elevato di agenti inglesi inasprì ulteriormente gli animi fra le truppe inglesi.
Nel pomeriggio di quello stesso giorno era stata programmata una partita di Calcio gaelico fra la squadra di Dublino e quella di Tipperary a Croke Park, i proventi della partita erano destinati al fondo per i prigionieri repubblicani. Nonostante il timore di rappresaglie circa 10.000 persone si radunaro nello stadio. Testimoni oculari hanno dichiarato che a cinque minuti dall'inizio della partita un aereo, che sorvolava lo stadio, ha inviato un segnale che ha lanciato l'assalto da parte dei militari e della polizia ausiliaria inglese. Durante l'azione furono uccisi 14 civili e circa 60 rimasero feriti.